# Вирастюк, Роман Ярославович
Роман Ярославович Вирастюк (20 апреля 1968 — 27 июля 2019) — украинский спортсмен, специализировался на толкании ядра. Мастер спорта Украины международного класса по лёгкой атлетике.

## Биография
Роман Вирастюк родился 20 апреля 1968 года в городе Ивано-Франковск. Родители Романа также занимались спортом: мать занималась волейболом, выступала за заводскую команду на местных соревнованиях; отец играл за сельскую команду в футбол на первенство района. Младший брат Романа, Василий, прославился в силовом спорте, становился сильнейшим человеком мира. Мать Романа всю жизнь вплоть до выхода на пенсию проработала на швейной фабрике. А отец был водителем — много лет возил первого секретаря горкома комсомола, позже перешёл работать шофёром на оптовую базу Укркультторг. Учился Роман в ивано-франковской СШ № 4, окончил Колледж физического воспитания и Тернопольский государственный университет.
С 1980 по 2005 год занимался лёгкой атлетикой (метание диска, толкание ядра) у заслуженного тренера Украины Ивана Григорьевича Шарого.
Член юношеской, юниорской и молодёжной сборных СССР, серебряный призёр последнего чемпионата СССР 1991 года, обладатель Кубка СССР. 17-кратный чемпион и восьмикратный обладатель Кубка Украины. Бронзовый призёр чемпионата Европы 1994 года, четырёхкратный серебряный призёр Кубка Европы (1994, 1995, 1999, 2000 годы). Чемпион Европы среди клубов (2002 год). Участник трёх Олимпийских игр (Атланта — 1996, Сидней — 2000, Афины — 2004 год). Личный рекорд — 21,34 м. С 1995 по 2005 год был капитаном Олимпийской сборной Украины.
С 2005 года возглавлял главное управление по делам молодёжи и спорта Ивано-Франковской облгосадминистрации. Позже работал ведущим на телепроектах, в том числе «День Олимпиады» в 2008 году на канале «Мегаспорт» и «Олимпийские страсти» в 2012 году. Был главой департамента олимпийских видов спорта в Министерстве спорта.
В 2005 году Вирастюк перенёс операцию по протезированию аорты и аортальных клапанов, был признан инвалидом II группы. В конце 2015 года в прессе появилась информация, что Роман Вирастюк нуждается в ещё двух кардиохирургических операциях, началась кампания по сбору средств. Операция прошла 31 марта 2016 года и длилась 13 часов — Вирастюку поставили сердечный клапан и протез корня аорты.
11 июля 2019 года Вирастюку была проведена ещё одна операция, причиной стала аневризма и расслоение брюшной аорты. 27 июля 2019 года в 5:00 Роман Вирастюк скончался. Министр молодёжи и спорта Игорь Жданов выразил свои соболезнования в связи со смертью спортсмена.
Роман Вирастюк был женат, имел двух сыновей — Романа (занялся баскетболом) и Ивана.